# Mount Vernon (Virgínia)
Mount Vernon é uma Região censo-designada localizada no estado norte-americano da Virgínia, no Condado de Fairfax.

## Demografia
Segundo o censo norte-americano de 2000, a sua população era de 28.582 habitantes.

## Geografia
De acordo com o United States Census Bureau tem uma área de 21,8 km², dos quais 19,7 km² cobertos por terra e 2,1 km² cobertos por água. Mount Vernon localiza-se a aproximadamente 30 m acima do nível do mar.

## Localidades na vizinhança
O diagrama seguinte representa as localidades num raio de 8 km ao redor de Mount Vernon.